# 乌泰科尔
乌泰科尔（Utekhol），是印度马哈拉施特拉邦赖加德县的一个城镇。总人口7286（2001年）。

## 人口
该地2001年总人口7286人，其中男性3733人，女性3553人；0—6岁人口987人，其中男534人，女453人；识字率74.24%，其中男性为79.00%，女性为69.24%。